# Mesoleius roepkei
Mesoleius roepkei là một loài tò vò trong họ Ichneumonidae.